# Clémentine Delait
Clémentine Delait, nacida Clémentine Clattaux (Chaumousey, 5 de marzo de 1865 -Épinal, 19 de abril de 1939) fue una mujer barbuda francesa, regente de una cafetería, conocida como la Femme à Barbe (Mujer con barba).

## Biografía
Nació el 5 de marzo de 1865 en Chaumousey en el departamento de los Vosgos (en francés, Vosges). Hija de agricultores, desde niña ayudó en las labores del campo. Con la pubertad, su vello facial se desarrolló más de lo habitual en una mujer y tuvo que afeitarse con regularidad.
En 1885, a la edad de 20 años, se casó con Joseph Delait, que trabajaba como panadero en Thaon-les-Vosges y ella atendía a los clientes de la panadería. Cuando su esposo tuvo que renunciar a la profesión de panadero debido al reumatismo, la pareja abrió una cafetería, en la que ella de nuevo trabajaba tras el mostrador. Mujer tanto de constitución como de carácter fuertes, era capaz de echar del local a clientes alborotadores.
En una visita a la feria en Nancy, donde se presentaba una mujer barbuda, Delait comentó sobre su barba poco impresionante y se jactó de que ella podía dejarse crecer una mucho mejor. Su marido la respaldó y apostó la respetable cantidad de 500 francos, lo que atrajo numerosos curiosos a su café. Delait se dejó crecer la barba en 1901, a los 36 años y su local pasó a llamarse Le café de la Femme à Barbe, al que la gente acudía en gran número para admirarla. Aprovechó para por una tarifa, posar para fotógrafos que publicaron unas cuarenta postales, que ella autografiaba a sus clientes. En ellas se la muestra en carruaje, paseando a su perro o leyendo el periódico, de manera coqueta con vestidos muy femeninos. Incluso obtuvo permiso para travestirse, obligatorio entonces en Francia para una mujer poder vestir de hombre, y así posó con atuendo masculino, un cigarro en la boca y una jarra de cerveza al lado.
Durante la Primera Guerra Mundial, Delait trabajó para la Cruz Roja. Después de la guerra, la pareja adoptó a una huérfana, Fernande, y abrieron una mercería en Plombières-les-Bains. Recibió una oferta del Ringling Brothers and Barnum & Bailey Circus, para unirse a él por tres millones de francos, pero se negó. Viajó cada vez más por Europa, donde fue visitada por numerosas celebridades, como el Príncipe de Gales en Londres o el Shah de Persia en Vittel. En 1928 quedó viuda y volvió a abrir un café en Thaon-les-Vosges. Allí realizó actuaciones de cabaré, disfrazada y acompañada de su hija adoptiva y un loro, atrayendo a clientes de toda Francia, e incluso Inglaterra e Irlanda, para verla.
Delait murió el 19 de abril de 1939, a causa de un infarto, en Épinal. Según su solicitud, en su lápida se inscribió: “Ici gît Clémentine Delait, la Femme à Barbe” (Aquí es donde descansa Clémentine Delait, la mujer barbuda).